# Grande Prêmio da Espanha de 1979
Resultados do Grande Prêmio da Espanha de Fórmula 1 realizado em Jarama em 29 de abril de 1979. Quinta etapa do campeonato, foi vencido pelo francês Patrick Depailler, da Ligier-Ford, que subiu ao pódio ladeado por Carlos Reutemann e Mario Andretti, pilotos da Lotus-Ford.

## Resumo
Foi a primeira corrida da Wiliams com o modelo FW07.

## Classificação da prova
| Pos.    | Nº | Piloto                 | Construtor         | Voltas | Tempo/Diferença  | Grid | Pontos |
| ------- | -- | ---------------------- | ------------------ | ------ | ---------------- | ---- | ------ |
| 1       | 25 | Patrick Depailler      | Ligier-Ford        | 75     | 1:39:11.84       | 2    | 9      |
| 2       | 2  | Carlos Reutemann       | Lotus-Ford         | 75     | + 20.94          | 8    | 6      |
| 3       | 1  | Mario Andretti         | Lotus-Ford         | 75     | + 27.31          | 4    | 4      |
| 4       | 11 | Jody Scheckter         | Ferrari            | 75     | + 28.68          | 5    | 3      |
| 5       | 4  | Jean-Pierre Jarier     | Tyrrell-Ford       | 75     | + 30.39          | 12   | 2      |
| 6       | 3  | Didier Pironi          | Tyrrell-Ford       | 75     | + 48.43          | 10   | 1      |
| 7       | 12 | Gilles Villeneuve      | Ferrari            | 75     | + 52.31          | 3    |        |
| 8       | 30 | Jochen Mass            | Arrows-Ford        | 75     | + 1:14.84        | 17   |        |
| 9       | 16 | René Arnoux            | Renault            | 74     | + 1 volta        | 11   |        |
| 10      | 29 | Riccardo Patrese       | Arrows-Ford        | 74     | + 1 volta        | 16   |        |
| 11      | 14 | Emerson Fittipaldi     | Fittipaldi-Ford    | 74     | + 1 volta        | 19   |        |
| 12      | 17 | Jan Lammers            | Shadow-Ford        | 73     | + 2 voltas       | 24   |        |
| 13      | 8  | Patrick Tambay         | McLaren-Ford       | 72     | + 3 voltas       | 20   |        |
| 14      | 9  | Hans-Joachim Stuck     | ATS-Ford           | 69     | + 6 voltas       | 21   |        |
| Ret     | 5  | Niki Lauda             | Brabham-Alfa Romeo | 63     | Vazamento d’água | 6    |        |
| Ret     | 31 | Hector Rebaque         | Lotus-Ford         | 58     | Motor            | 23   |        |
| Ret     | 27 | Alan Jones             | Williams-Ford      | 54     | Câmbio           | 13   |        |
| Ret     | 18 | Elio de Angelis        | Shadow-Ford        | 52     | Motor            | 22   |        |
| Ret     | 28 | Clay Regazzoni         | Williams-Ford      | 32     | Motor            | 14   |        |
| Ret     | 20 | James Hunt             | Wolf-Ford          | 26     | Freios           | 15   |        |
| Ret     | 15 | Jean-Pierre Jabouille  | Renault            | 21     | Turbo            | 9    |        |
| Ret     | 7  | John Watson            | McLaren-Ford       | 21     | Motor            | 18   |        |
| Ret     | 26 | Jacques Laffite        | Ligier-Ford        | 15     | Motor            | 1    |        |
| Ret     | 6  | Nelson Piquet          | Brabham-Alfa Romeo | 15     | Injeção          | 7    |        |
| DNQ     | 22 | Derek Daly             | Ensign-Ford        |        |                  |      |        |
| DNQ     | 24 | Arturo Merzario        | Merzario-Ford      |        |                  |      |        |
| DNQ     | 36 | Gianfranco Brancatelli | Kauhsen-Ford       |        |                  |      |        |
| Fontes: |    |                        |                    |        |                  |      |        |

## Tabela do campeonato após a corrida
| Pos.    | Piloto            | Pontos |
| ------- | ----------------- | ------ |
| 1       | Gilles Villeneuve | 20     |
| 2       | Patrick Depailler | 20     |
| 3       | Jacques Laffite   | 18     |
| 4       | Carlos Reutemann  | 18     |
| 5       | Jody Scheckter    | 16     |
| Fontes: |                   |        |

| Pos.    | Construtor   | Pontos |
| ------- | ------------ | ------ |
| 1       | Ligier-Ford  | 38     |
| 2       | Ferrari      | 36     |
| 3       | Lotus-Ford   | 30     |
| 4       | Tyrrell-Ford | 11     |
| 5       | McLaren-Ford | 4      |
| Fontes: |              |        |

- Nota: Somente as primeiras cinco posições estão listadas. As quinze etapas de 1979 foram divididas em um bloco de sete e outro de oito corridas onde cada piloto podia computar quatro resultados válidos em cada, não havendo descartes no mundial de construtores.